# Nectandra fulva
Nectandra fulva là một loài thực vật thuộc họ Lauraceae. Đây là loài đặc hữu của Venezuela.